# آمادگی جسمانی
داشتن بدن عضلانی، آمادگی جسمانی یا فیتنس (به انگلیسی: Fitness) حالتی است که فرد توانایی  انجام فعالیت‌های سنگین‌تر جسمی را دارد. این آمادگی معمولاً با انجام مکرر نرمش‌ها و ورزش‌ها و همچنین تغذیه مناسب و استراحت کافی حاصل می‌گردد. 

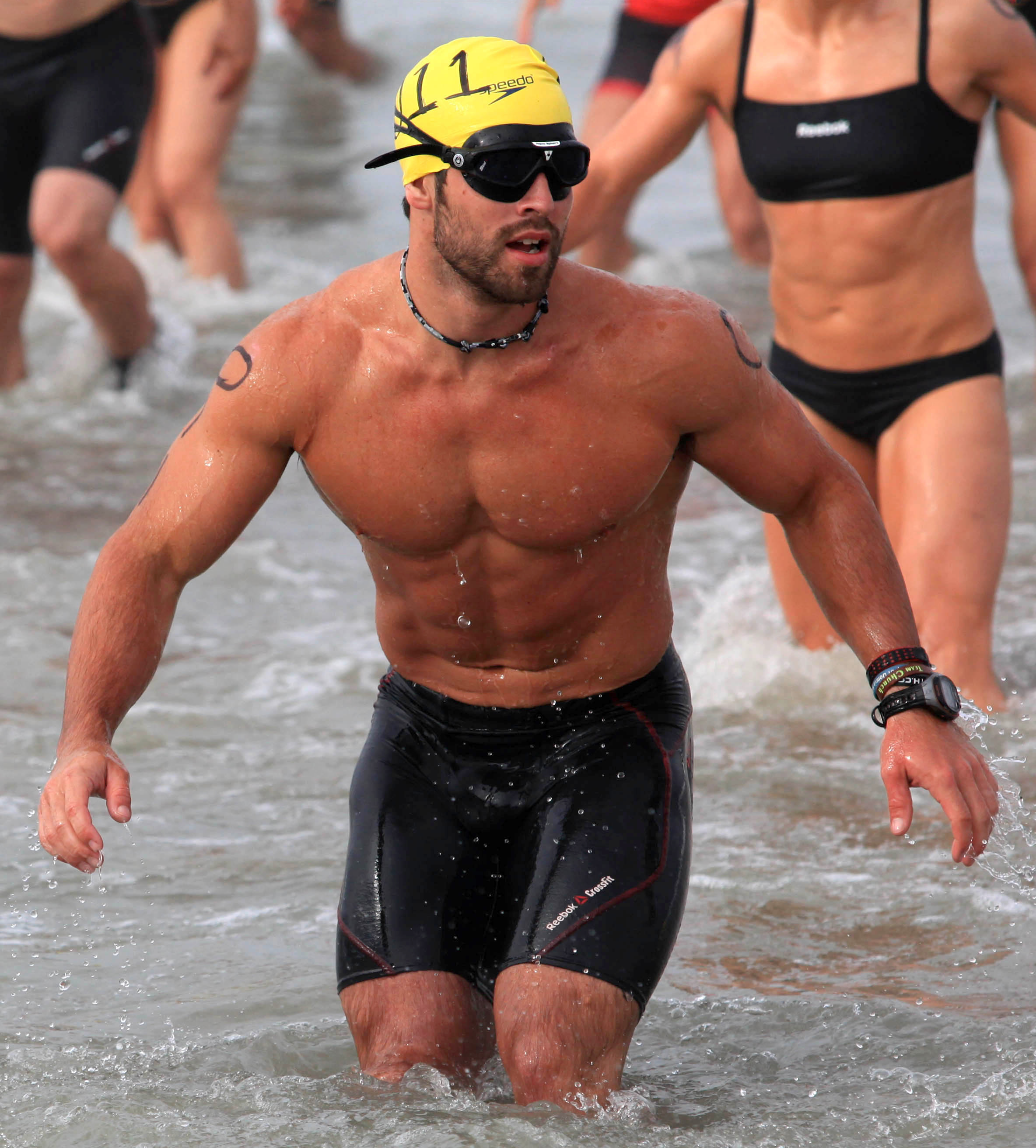
آمادگی جسمانی به‌طور کلی از طریق ورزش به دست می‌آید. عکس Rich Froning Jr - چهار بار برنده جایزه "Fittest Man on Earth" را نشان می‌دهد.

پیش از انقلاب صنعتی، ورزیدگی به صورت توانایی انجام فعالیت‌های روزانه بدون خستگی بی‌مورد تعریف شده بود اما با ماشینی شدن و تغییراتی در سبک زندگی، اکنون تناسب اندام، معیار توانمندی بدن برای کافی و مؤثر عمل کردن در فعالیت‌های کاری و اوقات فراغت، سالم بودن، مقاومت در برابر بیماریهای ناشی از کم‌تحرکی و مواجهه با شرایط اضطراری در نظر گرفته می‌شود.

## پرورش
آموزش‌های خاص ورزشکاران را آماده به انجام دادن ورزش‌ ها به بهترین نحو می‌کند. به عنوان مثال:
- دو ۱۰۰ متر: در این تمرین ورزشکار باید آموزش کافی دیده‌باشد تا در طول مسابقه با حداکثر سرعت بدود.
- ماراتون: در این مورد ورزشکاران باید آموزش کافی دیده‌ باشند تا به صورت ایروبیک عمل کرده و استقامت آنها به حداکثر خود برسد.
- بسیاری از آتش‌نشانان و افسران پلیس به‌طور منظم تحت تست آمادگی جسمانی قرار می‌گیرند تا تعیین شود که آیا آن‌ها قادر به انجام وظایف طاقت‌فرسای مورد نیاز برای کارشان هستند یا خیر.[۱]
- تمام سربازان ارتش ایالات متحدهٔ آمریکا باید دورهٔ ای‌پی‌اف‌تی را طی کنند که یک تست ورزش برای معاینهٔ ماهیچه‌ها، طاقت، توانایی و آمادگی جسمانی است.[۲]
- دویدن در تپه، این تمرین نیاز به داشتن مهارت‌هایی از آمادگی جسمانی برای شروع دارد و برای عضلات ساق پا مناسب است. این نوع تمرینات بیشتر از سوی ارتش روی سربازها اجرا می‌شود. امتحانات مربیگری آمادگی جسمانی در ایران توسط فدراسیون برگزار می‌گردد. کسانی که در این دوره‌ها شرکت می‌کنند و در امتحانات مربیگری غیبت داشته باشند یک تا دو سال از حضور در این دوره محروم می شوند.

## افزایش قدرت عضلات در آمادگی جسمانی
عضله متشکل از رشته‌های بلندِ سلولی است. هر کدام از سلول‌های عضلانی، حاوی تارهایی نازک و منقبض‌شده از پروتئین‌های آکتین و میوزین هستند؛ پروتئین‌هایی که منبع قدرت عضلات هستند. این تارهای نازک در هم می‌پیچند و به این صورت قدرت عضله را تأمین می‌کنند. کل قدرت عضله به تعداد تارهای پروتئینی که در یکدیگر می‌پیچند بستگی خواهد داشت.
برای افزایش قدرت عضلانی و رسیدن به سطح مطلوب‌تری از آمادگی جسمانی، باید عضلات را طی روند منظم در تمرین‌های ورزشی درگیر و پروتئین کافی برای عضله‌سازی را جذب کرد. انجام فعالیت‌های ورزشی باعث منبسط شدن سلول‌های عضلانی می‌شود و به‌دنبال آن، جذب پروتئین‌های آکتین و میوزین افزایش پیدا می‌کند. در کنار این مسئله، در عضلات کسی که به‌طور منظم ورزش نمی‌کند، تارهای پروتئینی هر کدام به‌طور جداگانه فعالیت می‌کنند. ورزش کردن باعث ایجاد هماهنگی در کارکرد تارهای پروتئینی عضلات می‌شود و به این صورت، حداکثر قدرت ممکن عضلات افزایش پیدا می‌کند.